# BMW X1 (U11)
BMW X1 U11 је субкомпактни кросовер треће генерације из BMW X1 серије возила, који производи немачка фабрика аутомобила BMW од 2022. године.

## Историјат
Трећа генерација X1 је представљена 1. јуна 2022., а лансирана је октобра 2022. за нека тржишта. Званично дужи од F48 и E84, U11 је отприлике 70 mm краћи од X3 прве генерације. BMW предвиђа да ће 41 одсто модела X1 бити бензински модели, док ће 31 одсто бити електрични на батерије, а остатак ће бити плуг-ин хибрид и дизел.
Доступан је М Sport пакет који додаје прилагодљиво вешање (доступно по први пут на X1), нижу висину вожње и елементе унутрашњег и спољашњег стила. Пакет такође укључује спортска седишта и контролу покретања са ручицама мењача на М-Sport волану. 
У јуну 2023. најављен је М35i xDrive. М35i xDrive користи 2.0-литарски I4 мотор са турбо пуњењем који генерише 300 КС (224 kW) / 400 Нм снаге и обртног момента. За одабране земље и Сједињене Државе, генерише додатних 17 КС (13 kW). Његова највећа брзина је ограничена на 250 km/h. Испоруке за Сједињене Државе почињу у октобру 2023., док испоруке за остатак света почињу у новембру 2023.

## Мотори
Уграђују се мотори, бензински од 1.5 (136, 170 КС), 2.0 (218 КС), дизел мотори од 2.0 (150, 163 и 211 КС), хибридни мотори од 1.5 (245, 326 КС) и потпуно електрични мотор (модел са електромотором се зове BMW iX1).
Благи хибридни модели користе благи хибрид од 48 волти који укључује електрични мотор/појачивач снаге од 19 КС (14 kW) и 55 Нм. Благи хибридни систем такође има батерију од 20 Ах у пртљажнику, која је додата ради повећања ефикасности и испоруке енергије.
За плаг-ин хибридне моделе, пуњење преко АЦ пуњача (помоћу конектора типа 2) може да поднесе капацитет од 7,4 киловата биће потребно укупно 2,5 сата, што је мање од 3,2 сата. Због пете генерације BMW eDrive технологије, ПХЕВ модели добијају потпуно електрични домет у односу на претходну генерацију. 25е ПХЕВ модел, WLTP рангиран домет се протеже од 71–83 km. За 30е ПХЕВ, WLTP рангиран домет се протеже од 70–82 км. 
Сви модели осим iX1 користе 7-брзински Steptronic аутоматски мењач.
| BMW X1 (U11)       | sDrive18i                 | sDrive20i (благи хибрид)  | xDrive23i (благи хибрид)  |
| ------------------ | ------------------------- | ------------------------- | ------------------------- |
| Врста мотора       | троцилиндрични-редни      | троцилиндрични-редни      | четвороцилиндрични-редни  |
| Запремина          | 1499 cm³                  | 1499 cm³                  | 1998 cm³                  |
| Код мотора         | BMW B38                   | BMW B38                   | BMW B48                   |
| Снага              | 100 kW (130 КС)           | 125 kW (168 КС)           | 160 kW (210 КС)           |
| Обртни момент      | 230 Nm/1500–4000          | 280 Nm/1500–4400          | 320 Nm/1500–4000          |
| Мењач              | 7° са двоструким квачилом | 7° са двоструким квачилом | 7° са двоструким квачилом |
| Погон              | напред                    | напред                    | 4×4                       |
| Убрзање 0–100 km/h | 9,2 сек.                  | 8,3 сек.                  | 7,1 сек.                  |
| Брзина             | 208 km/h                  | 216 km/h                  | 233 km/h                  |
| Потрошња горива    | 7,1–6,3 l                 | 6,4–5,6 l                 | 7,1–6,3 l                 |
| Норма              | Euro 6                    | Euro 6                    | Euro 6                    |
| Резервоар          | 45 литара                 | 45 литара                 | 45 литара                 |

| BMW X1 (U11)       | sDrive18d                 | xDrive20d (благи хибрид)  | xDrive23d (благи хибрид)  |
| ------------------ | ------------------------- | ------------------------- | ------------------------- |
| Врста мотора       | четвороцилиндрични-редни  | четвороцилиндрични-редни  | четвороцилиндрични-редни  |
| Запремина          | 1995 cm³                  | 1995 cm³                  | 1995 cm³                  |
| Код мотора         | BMW B47                   | BMW B47                   | BMW B47                   |
| Снага              | 110 kW (150 КС)           | 120 kW (160 КС)           | 155 kW (208 КС)           |
| Обртни момент      | 360 Nm/1500–2500          | 360 Nm/1500–2500          | 400 Nm/1500–2750          |
| Мењач              | 7° са двоструким квачилом | 7° са двоструким квачилом | 7° са двоструким квачилом |
| Погон              | напред                    | 4×4                       | 4×4                       |
| Убрзање 0–100 km/h | 8,9 сек.                  | 8,6 сек.                  | 7,4 сек.                  |
| Брзина             | 210 km/h                  | 210 km/h                  | 225 km/h                  |
| Потрошња горива    | 5,6–5 l                   | 5,3–4,7 l                 | 5,3–4,7 l                 |
| Норма              | Euro 6                    | Euro 6                    | Euro 6                    |
| Резервоар          | 45 литара                 | 45 литара                 | 45 литара                 |

| BMW X1 (U11)       | xDrive25e                 | xDrive30e                 |
| ------------------ | ------------------------- | ------------------------- |
| Врста мотора       | троцилиндрични-редни      | троцилиндрични-редни      |
| Запремина          | 1499 cm³                  | 1499 cm³                  |
| Код мотора         | BMW B38A15M0              | BMW B38A15M0              |
| Снага              | 180 kW (240 КС)           | 240 kW (320 КС)           |
| Обртни момент      | 230 Nm/1500–4000          | 230 Nm/1500–4000          |
| Мењач              | 7° са двоструким квачилом | 7° са двоструким квачилом |
| Погон              | 4×4                       | 4×4                       |
| Убрзање 0–100 km/h | 6,8 сек.                  | 5,6 сек.                  |
| Брзина             | 210 km/h                  | 205 km/h                  |
| Потрошња горива    | 1,1–0,7 l                 | 1,1–0,7 l                 |
| Потрошња енергије  | 19,3–16,7 kWh             | 19,3–16,7 kWh             |
| Норма              | Euro 6                    | Euro 6                    |
| Резервоар          | 47 литара                 | 47 литара                 |

| BMW X1 (U11)       | xDrive30        |
| ------------------ | --------------- |
| Снага              | 230 kW (310 КС) |
| Обртни момент      | 494 Nm          |
| Мењач              | аутоматски      |
| Погон              | 4×4             |
| Убрзање 0–100 km/h | 5,6 сек.        |
| Брзина             | 180 km/h        |
| Потрошња енергије  | 18,1–16,9 kWh   |
| Батерија           | 64,8 kWh        |

## Галерија
- Задњи део
- Унутрашњост